# Episodi di The Office (quarta stagione)
La quarta stagione della serie televisiva The Office, composta da 19 episodi, è andata in onda negli Stati Uniti d'America dal 27 settembre 2007 al 15 maggio 2008 sul canale statunitense NBC.
In Italia è stata trasmessa dal 19 ottobre al 21 dicembre 2012 su Joi.
| nº | Titolo originale                     | Titolo italiano                    | Prima TV USA      | Prima TV Italia  |
| -- | ------------------------------------ | ---------------------------------- | ----------------- | ---------------- |
| 1  | Fun Run (part 1 e 2)                 | Una vita da salvare (parte 1 e 2)  | 27 settembre 2007 | 19 ottobre 2012  |
| 2  | Fun Run (part 1 e 2)                 | Una vita da salvare (parte 1 e 2)  | 27 settembre 2007 | 19 ottobre 2012  |
| 3  | Dunder Mifflin Infinity (part 1 e 2) | Il giovane Ryan (parte 1 e 2)      | 4 ottobre 2007    | 26 ottobre 2012  |
| 4  | Dunder Mifflin Infinity (part 1 e 2) | Il giovane Ryan (parte 1 e 2)      | 4 ottobre 2007    | 26 ottobre 2012  |
| 5  | Launch Party (part 1 e 2)            | Party Online (parte 1 e 2)         | 11 ottobre 2007   | 2 novembre 2012  |
| 6  | Launch Party (part 1 e 2)            | Party Online (parte 1 e 2)         | 11 ottobre 2007   | 2 novembre 2012  |
| 7  | Money (part 1 e 2)                   | Soldi soldi soldi... (parte 1 e 2) | 18 ottobre 2007   | 9 novembre 2012  |
| 8  | Money (part 1 e 2)                   | Soldi soldi soldi... (parte 1 e 2) | 18 ottobre 2007   | 9 novembre 2012  |
| 9  | Local Ad                             | Pubblicità interna                 | 25 ottobre 2007   | 16 novembre 2012 |
| 10 | Branch Wars                          | La guerra delle filiali            | 1º novembre 2007  | 16 novembre 2012 |
| 11 | Survivor Man                         | Il sopravvissuto                   | 8 novembre 2007   | 23 novembre 2012 |
| 12 | The Deposition                       | La deposizione                     | 15 novembre 2007  | 23 novembre 2012 |
| 13 | Dinner Party                         | A cena da Michael                  | 10 aprile 2008    | 30 novembre 2012 |
| 14 | Chair Model                          | La ragazza ideale                  | 17 aprile 2008    | 30 novembre 2012 |
| 15 | Night Out                            | Notte brava                        | 24 aprile 2008    | 7 dicembre 2012  |
| 16 | Did I Stutter?                       | Dipendente ribelle                 | 1º maggio 2008    | 7 dicembre 2012  |
| 17 | Job Fair                             | Tirocinanti cercasi                | 8 maggio 2008     | 14 dicembre 2012 |
| 18 | Goodbye, Toby (part 1 e 2)           | Addio Toby (parte 1 e 2)           | 15 maggio 2008    | 14 dicembre 2012 |
| 19 | Goodbye, Toby (part 1 e 2)           | Addio Toby (parte 1 e 2)           | 15 maggio 2008    | 21 dicembre 2012 |

## Una vita da salvare
- Titolo originale: Fun Run (1) e (2)
- Diretto da: Greg Daniels
- Scritto da: Greg Daniels

### Trama
Sono passati due mesi dal colloquio per il posto di lavoro di Jan, assegnato poi a Ryan: Jim ha rotto la propria relazione con Karen, che ha abbandonato il posto di lavoro il giorno successivo, e ha cominciato a frequentare Pam, anche se entrambi si dichiarano single, nonostante i sospetti di alcuni colleghi, come Kevin; Jan è disoccupata, e attualmente convive con Michael; Ryan e Kelly hanno rotto, dopo che il primo ha ottenuto il ruolo di rappresentante dell'area del nord-est della Dunder Mifflin.
Gli eventi cominciano a precipitare quando, in una normale giornata d'ufficio, diversi lavoratori subiscono dei colpi di sfortuna: un virus costringe Pam a formattare il proprio computer, mentre Michael investe accidentalmente Meredith, costringendola al ricovero ospedaliero, e infine Sprinkles, uno dei gatti di Angela la cui supervisione era stata affidata a Dwight, muore. Ciò porta Michael a credere che l'ufficio sia maledetto, e ne scaturisce una riflessione sull'esistenza di Dio.
Incuriositi dallo strano evolversi del rapporto tra Jim e Pam, anche i cameraman decidono di indagare, e li sorprendono in tenere effusioni. I due ammettono di avere una relazione, ma di non volerla rendere pubblica.
Meredith, ancora in ospedale, non intende perdonare Michael per quanto accaduto, e da alcuni esami clinici la donna risulta positiva alla rabbia. Michael, Dwight, Jim e Pam decidono pertanto di organizzare una maratona di 5 chilometri in favore della ricerca contro la rabbia, contribuendo con un fondo di 340 dollari. Nel frattempo, Angela si rende conto che Sprinkles non è deceduto di morte naturale, e sospetta che Dwight l'abbia uccisa.
Tutti i lavoratori della Dunder Mifflin partecipano alla maratona di beneficenza, ma molti di loro trovano degli espedienti per evitare la fatica. Jim e Pam approfittano della corsa per trascorrere del tempo assieme, mentre Angela e Dwight si confrontano sulla morte di Sprinkles, e la donna scoprirà che Dwight ha soppresso il gatto ormai morente, pertanto decide di prenderne le distanze. Michael, invece, affronta la gara con la massima serietà, ma un'indigestione di fettuccine gli ostacola il raggiungimento del traguardo.

## Il giovane Ryan
- Titolo originale: Dunder Mifflin Infinity (1) e (2)
- Diretto da: Craig Zisk
- Scritto da: Michael Schur

### Trama
In ufficio, Michael è ansioso di accogliere il suo vecchio protégée Ryan, nel frattempo divenuto suo supervisore. Al suo arrivo, però, tutti notano un forte cambiamento: l'ex-collega è diventato un vero e proprio business man dalle larghe vedute, ed esige rispetto da Michael e dai suoi dipendenti, dimostrandosi molto più ligio e severo rispetto a Jan. Dopo i vari convenevoli, il nuovo supervisore indice una conferenza di presentazione dei nuovi progetti della Dunder Mifflin, basati su un rinnovamento burocratico e metodologico, tecnologizzando progressivamente ogni aspetto dell'azienda, ragion per cui a ogni impiegato viene fornito un palmare. Michael è tuttavia spaventato da questa nuova direzione di sviluppo, e teme che Ryan voglia rimpiazzarlo per un ringiovanimento del personale. Così, il manager organizza un incontro sull'importanza della vecchiaia, convocando peraltro uno dei fondatori dell'azienda, il signor Robert Dunder.
Michael è convinto che il contatto umano tra venditore e cliente possa fare molta più differenza rispetto alla modernizzazione tecnologica, e decide di dimostrare a Ryan che un cesto di cibo in dono possa stimolare molto di più un ex-cliente a ritornare sotto l'ala dell'azienda piuttosto che un efficiente sito web. Supportato da Dwight, Michael decide così di recarsi da alcuni ex-clienti, portando in dono un abbondante cesto di alimenti. Il manager constata tuttavia, in due casi su due, che le persone risultano più interessate alla disponibilità tecnologica dell'azienda, e alla possibilità di ricorrere a un sito web che offra informazioni in modo ordinato. Deluso dal rendimento dell'esperimento, Michael rientra in ufficio dichiarando tuttavia l'inaffidabilità della tecnologia, dopo che il navigatore satellitare lo ha indotto a sterzare con la propria auto dentro il Lago Scranton.
In ufficio, intanto, molti dipendenti devono affrontare le proprie vicende personali: Angela, scioccata per la morte di Sprinkles, decide di chiudere la propria relazione con Dwight; Jim e Pam sono costretti da Toby (visibilmente infatuato di Pam) a rivelare pubblicamente la loro relazione; Ryan deve invece gestire Kelly, decisa più che mai a riconquistare l'ex-compagno.

## Party Online
- Titolo originale: Launch Party (1) e (2)
- Diretto da: Ken Whittingham
- Scritto da: Jennifer Celotta

### Trama
Il sito web del progetto Dunder Mifflin Infinity sta per essere lanciato ufficialmente, e Ryan ha programmato un evento in streaming per la serata stessa, con lo scopo di pubblicizzare la nuova rotta intrapresa dall'azienda, sostenendo che sarà proprio il sito della Dunder Mifflin a diventare il top salesman dell'azienda. Di fronte a queste parole, Dwight decide di dare dimostrazione di come egli, con la tecnica tradizionale, possa da solo realizzare più vendite del sito stesso, e ne approfitta per fare colpo su Angela, ancora adirata per la morte di Sprinkles. Dinanzi a un Dwight esaltato dai suoi successi nelle vendite, Jim propone a Pam di fingersi l'intelligenza artificiale dietro il sito web, e di comunicare con il collega in modo criptico; nel frattempo, lo stesso Jim si ritrova ad accompagnare Michael alla serata evento organizzata da Ryan, salvo poi scoprire a viaggio in corso che l'evento si sarebbe tenuto online, fatto che manda su tutte le furie Michael.
Nel frattempo, in ufficio Angela è impegnata nell'organizzazione del party evento, ma deve far fronte alle negligenze di Phyllis e ai continui tentativi di Dwight di riallacciare i rapporti. La situazione precipita quando Michael le chiede di cambiare completamente il piano organizzativo, e benché la donna sia sull'orlo di una crisi di nervi, costei si ritrova di mezzo anche Andy, deciso più che mai a rimediare un appuntamento con lei.
L'esasperazione generale non risparmia nemmeno Michael, che si accanisce sul giovane fattorino di una pizzeria dopo che questi ha rifiutato di accettare un coupon sconto di Michael, dichiarandolo non valido. Sentendosi mancare di rispetto, Michael decide di tenerlo in ufficio come ostaggio, senza riuscire però a ottenere l'agognato sconto sulla pizza. L'evento in streaming si rivela un fiasco, benché Ryan ne sia più che entusiasta, e presto Michael si accorge della gravità delle sue azioni sul ragazzino, che verrà lasciato andare. Intanto, Andy fa di tutto per aiutare Angela, che ne è sempre più convinta, fino a che il collega non si esibisce in una versione serenata di Take a Chance on Me, che pur non dando l'esito sperato lascia una buona impressione ad Angela.

## Soldi soldi soldi...
- Titolo originale: Money (1) e (2)
- Diretto da: Paul Lieberstein
- Scritto da: Paul Lieberstein

### Trama
Michael sta affrontando un periodo nero a livello economico, essendosi indebitato a causa di spese inutili da parte sua (in trucchi di magia e attrezzatura da pesca) e di Jan, che lo hanno costretto a trovare un secondo impiego come venditore presso un call center, il che gli sottrae preziose ore di riposo. Ryan, accortosi della situazione, minaccia di licenziare Michael qualora non cominci a dedicarsi unicamente all'incarico di regional manager. Oscar si offre di aiutare il suo superiore, proponendogli tagli di spese e soprattutto un confronto con Jan: la compagna, tuttavia, gli addossa tutte le responsabilità, definendolo un incosciente, così Michael fugge nel tentativo di salire a bordo di un convoglio ferroviario in partenza. Raggiunto da Jan, i due discutono, e la donna gli dichiara di voler rimanere al suo fianco anche nei momenti difficili.
Intanto, Dwight ha avviato un'attività alberghiera presso la propria residenza, aiutato dal cugino Mose: Jim e Pam, dopo averlo scoperto, decidono di prenotare una camera per due per una notte, ritrovandosi a passare con Dwight e Mose la loro prima "vacanza". La notte stessa, la coppia scopre della sofferenza che attanaglia Dwight a causa della rottura con Angela, che, nel frattempo, ha acconsentito a un appuntamento con Andy. I due decidono così di consolare Dwight con una recensione positiva della sua attività su TripAdvisor: Jim, inoltre, gli rivela (confessandolo per la prima volta alle telecamere) il vissuto emotivo che dovette sopportare di fronte al passato rifiuto di Pam di lasciare Roy per Jim.
- Altri interpreti: Michael Schur (Mose)

## Pubblicità interna
- Titolo originale: Local Ad
- Diretto da: Jason Reitman
- Scritto da: B. J. Novak

### Trama
La sede di Scranton della Dunder Mifflin viene incaricata della realizzazione di uno spot commerciale per pubblicizzare l'azienda, e Michael accetta la sfida con entusiasmo, per poi scoprire che la dirigenza ha inviato due professionisti per coordinare il progetto con le proprie idee. Offeso, nonché dubbioso della qualità del loro spot, Michael chiede a Ryan e al CFO Wallace di poter filmare lo spot con le proprie idee, incaricando nel frattempo Pam della realizzazione di un logo animato della compagnia. Dieci giorni dopo, lo spot di Michael viene rifiutato in favore di quello realizzato dai professionisti, che viene pertanto mandato in onda.
Nel frattempo, Jim nota che Dwight, ancora sofferente a causa di Angela, cerca di alienarsi dalla realtà attraverso il gioco Second Life, così decide di monitorarlo creando anch'egli un avatar di sé sulla piattaforma. Dwight si ritrova peraltro costretto ad aiutare il collega Andy nella conquista della sua ex-compagna, rincuorandosi però del fatto che la donna pensa ancora a lui.

## La guerra delle filiali
- Titolo originale: Branch Wars
- Diretto da: Joss Whedon
- Scritto da: Mindy Kaling

### Trama
Stanley informa Michael di aver accettato un trasferimento alla filiale di Utica, New York, avendo Karen Filippelli, ora regional manager della sede, offertogli un salario migliore. Michael ne resta scioccato, e dopo vari tentativi di trattenere l'impiegato, decide di viaggiare fino a Utica per un'azione di sabotaggio, portando con sé Dwight e Jim, il quale teme però di dover rivedere la sua ex-compagna. I tre non tardano a farsi scoprire da Karen, che si dice decisa ad assumere Stanley. La donna e Jim hanno poi un confronto privato, e Karen scopre che il ragazzo è ora fidanzato con Pam.
In ufficio, intanto, Toby, Oscar e Pam organizzano il consueto incontro del Finer Things Club, dove poter parlare di arte, musica e letteratura in tranquillità, e a cui Andy spera di farsi invitare, invano. L'appuntamento viene però mandato a monte dalle intromissioni dei vari colleghi d'ufficio.

## Il sopravvissuto
- Titolo originale: Survivor Man
- Diretto da: Paul Feig
- Scritto da: Steve Carell

### Trama
Dopo non essere stato invitato da Ryan a un camping aziendale, venendo infatti rimpiazzato da Toby, Michael decide di prendersi due giorni di ferie dall'ufficio, e di sperimentare la vita nella natura selvaggia, ispirato dal docu-reality Survivor Man. Viene così portato da Dwight nelle foreste della Pennsylvania, e lasciato solo a se stesso, anche se Dwight e le telecamere decidono di sorvegliarlo e riprenderlo: qui, Michael dimostra la sua inadeguatezza alla vita all'aria aperta, dando terribili dimostrazioni delle sue dubbie abilità di sopravvivenza, al punto da tentare di mangiare dei funghi selvatici.
Jim, intanto, è stato incaricato da Michael di assumere momentaneamente il controllo amministrativo della filiale, ed è alle prese con l'organizzazione della festa di compleanno di Creed. Dovendo far fronte anche agli imminenti compleanni di Meredith e Oscar, Jim decide di unire i festeggiamenti in un'unica volta, trovando però varie difficoltà nel far quadrare le preferenze di ciascun festeggiato. Dopo che Phyllis lo ha chiamato per errore Michael, Jim organizza un party per il solo Creed.

## La deposizione
- Titolo originale: The Deposition
- Diretto da: Julian Farino
- Scritto da: Lester Lewis

### Trama
Michael e Jan si stanno recando alla sede centrale della Dunder Mifflin, a New York, dove si svolgerà il processo riguardante il licenziamento di Jan dalla compagnia, che la donna dichiara essere stato motivato da un pregiudizio relativo al suo recente intervento di mastoplastica additiva. Il processo, tuttavia, non va come previsto, dal momento in cui Michael scopre che Jan ha portato come prova il diario personale del compagno, senza il permesso di quest'ultimo. La faccenda si complica dopo che Michael scopre i pessimi giudizi di Jan riguardanti le performance review del manager, risalenti al periodo in cui i due già si frequentavano. Benché emerga anche la scorrettezza attuata nei confronti di Michael da parte del CFO David Wallace, Michael stesso decide infine di dar ragione alla compagnia, facendo di fatto perdere la causa a Jan.
In ufficio, Pam decide di mettere sotto allenamento Jim, che di recente si è spesso trovato a sfidare Darryl a ping pong, con pessimi risultati: ne è conseguito, infatti, che Kelly, che nel frattempo ha cominciato a frequentare il magazziniere, ha assunto un atteggiamento di superiorità nei confronti di Pam. Alla sfida decisiva, Jim, allenato da Dwight, riesce a tenere testa a Darryl: infine, tuttavia, a disputare la partita saranno Pam e Kelly, a causa della reiterate tensioni. Entrambe dimostreranno tuttavia di essere negate per tale sport.

## A cena da Michael
- Titolo originale: Dinner Party
- Diretto da: Paul Feig
- Scritto da: Gene Stupnitsky e Lee Eisenberg

### Trama
Dopo numerosi tentativi, Michael riesce finalmente a incastrare Jim e Pam a cena a casa sua, e per l'occasione decide di invitare anche Andy e Angela, che fanno ormai coppia fissa. A casa del manager, tuttavia, la serata si fa subito imbarazzante, dopo che Jim e Pam constatano gli strani equilibri regnanti tra Michael e Jan, che ha a disposizione ben due stanze a uso personale esclusivo, nonché un letto matrimoniale, a discapito del compagno, costretto a dormire in un minuscolo giaciglio. Jim e Pam tentano invano di abbandonare la festa, e l'atmosfera si appesantisce a causa delle sempre più evidenti tensioni tra Michael e Jan.
Il tutto precipita quando, alla porta, si presenta Dwight, accompagnato dalla sua ex babysitter, scatenando una discussione tra Michael e Jan. A cena, le tensioni scoppiano, e Jan, in preda alla rabbia, scaglia contro il piccolo televisore di Michael un Dundie, spaccandolo. Le tre coppie ospitate riescono infine a disertare la serata, sfruttando l'intervento di una pattuglia di polizia, che esorta Michael a passare la notte altrove.

## La ragazza ideale
- Titolo originale: Chair Model
- Diretto da: Jeffrey Blitz
- Scritto da: B. J. Novak

### Trama
Michael ha rotto con Jan, ed è desideroso di trovare una nuova partner, dopo aver visto la foto di una modella di cui si è infatuato. Il manager ordina così allo staff dell'ufficio di trovargli qualcuno da incontrare a un appuntamento, mentre Dwight decide di informarsi sull'identità della modella, che scopre essere deceduta. Pam propone a Michael un'uscita al buio con Margaret, la locatrice del suo appartamento, e il manager accetta, per poi disilludersi una volta scoperto che la donna non è giovane né affascinante quanto la modella vista in fotografia. Dwight propone così al capo di far visita alla tomba della modella, per poterle dire addio.
Intanto, Kevin e Andy fanno fronte a un grosso problema, ovvero l'inagibilità del parcheggio della filiale a causa della presenza di veicoli per la costruzione di un edificio confinante di un'altra compagnia. Nonostante il mancato sostegno di Michael, i due riescono a riottenere il parcheggio dai capi delle principali aziende di Scranton.
Nel mentre, Pam e Jim discutono della possibilità di convivere, e Pam spiega al compagno di non voler convivere con nessuno fino a una proposta di matrimonio. Jim, allora, le promette scherzosamente che, quando meno se lo aspetterà, le farà la fatidica proposta, per poi rivelare alle telecamere di aver acquistato l'anello di fidanzamento una settimana dopo il loro primo appuntamento.

## Notte brava
- Titolo originale: Night Out
- Diretto da: Ken Whittingham
- Scritto da: Mindy Kaling

### Trama
Ryan fa visita alla filiale di Scranton, per illustrare il progetto Dundler Mifflin Infinity 2.0, dopo il fallimento del primo sito web dell'azienda, a causa dello scarso utilizzo da parte della clientela e dall'apparente invasione di pedofili nel social network integrato. Michael, ancora alla ricerca di una donna con cui uscire, decide così di recarsi con Dwight a New York, affascinato dai racconti di Ryan, e i due lo raggiungono a un club, trovandolo in compagnia di uno strano individuo. Ryan, in preda alla sovreccitazione, fa sorgere alle telecamere il sospetto che egli faccia abuso di cocaina, ma né Michael né Dwight se ne rendono conto: il gruppo si trasferisce poi in un altro club, ma finiscono per farsi cacciare a causa di Ryan.
Intanto, a Scranton Jim propone ai colleghi di restare in ufficio fino a tardi, per evitare di dover tornare al lavoro l'indomani, come previsto invece da calendario. L'impiegato si dimentica tuttavia di avvertire il portiere, che li chiude dentro il perimetro dell'edificio. In attesa che arrivi qualcuno a liberarli, Toby cerca di flirtare con Pam, nell'inevitabile imbarazzo generale.

## Dipendente ribelle
- Titolo originale: Did I Stutter?
- Diretto da: Randall Einhord
- Scritto da: Brent Forrester e Justin Spitzer

### Trama
Durante una riunione d'ufficio, Stanley risponde in malo modo a Michael, lasciando sbigottito l'intero staff. Il manager, tuttavia, non vuole ammettere a se stesso che un dipendente gli abbia mancato di rispetto, per poi rendersi conto di dover prendere una posizione. Dopo aver finto di licenziare Stanley, provocando un suo ulteriore comportamento indisciplinato, Michael alza i toni, e dopo una discussione i due si chiariscono: Stanley, pur avendo il posto di lavoro salvo, comincerà così ad adottare un adeguato comportamento verso Michael, pur ammettendo di non rispettarlo.
Nel frattempo, Ryan, in visita all'ufficio di Scranton, comunica a Jim che il suo operato sta venendo tenuto sott'occhio, e dalle riprese sorge il sospetto che dietro tale decisione ci sia la gelosia di Toby, ancora infatuato di Pam. Dwight, invece, comincia ad attuare un piano di vendetta contro Andy per la sua relazione con Angela.

## Tirocinanti cercasi
- Titolo originale: Job Fair
- Diretto da: Tucker Gates
- Scritto da: Lee Eisenberg e Gene Stupnitsky

### Trama
Per decisione di Ryan, Jim è ufficialmente sotto periodo di prova, e decide di tentare la sorte con uno dei più grossi ex-clienti della Dunder Mifflin, il signor Maguire. Il ragazzo, con il supporto di Andy e Kevin, lo invita a disputare una partita di golf, durante la quale tenta a più riprese di proporgli di rientrare sotto l'ala della Dunder Mifflin, fallendo costantemente. Con insistenza invadente, tuttavia, Jim riesce infine a ritornare a essere il fornitore di carta di Maguire.
Michael, nel frattempo, è alla ricerca di un tirocinante, e decide di allestire uno stand della Dunder Mifflin presso un open day liceale, accompagnato da Pam, Darryl e Oscar. Il loro stand, tuttavia, appare subito in ombra rispetto agli altri, e non riesce ad attirare l'attenzione di alcuno studente. Michael torna così in ufficio colmo di delusione, per poi cambiare umore alla vista di Pam e Jim contenti per la conclusione dell'affare con Maguire. Michael comincia così a vedere Jim sotto una nuova luce.
- Altri interpreti: Phil Reeves (Maguire)

## Addio Toby
- Titolo originale: Goodbye Toby (1) e (2)
- Diretto da: Paul Feig
- Scritto da: Jennifer Celotta e Paul Lieberstein

### Trama
L'ufficio è impegnato nei preparativi per la festa di addio di Toby, giunto al suo ultimo giorno di lavoro alla Dunder Mifflin di Scranton, fatto che manda su di giri Michael, al punto da chiedere al party planning committee di organizzare una festa in gran stile per celebrare l'avvenimento. Intanto, l'impiegato delle risorse umane accoglie in ufficio Holly Flax (Amy Ryan), la sua sostituta, e nonostante l'astio iniziale, Michael ben presto si infatua della donna, e finisce per chiedere consiglio a Jim su come tentare un approccio con lei. Intanto, in ufficio arriva la notizia dell'arresto di Ryan, accusato di frode in merito al fallimentare progetto Dunder Mifflin Infinity: la sua rimozione dalla carica di supervisore libera così Jim dal periodo di prova. A ciò si aggiunge l'ammissione di Pam al Pratt Institute di New York per un corso trimestrale di graphic design: Jim capisce che la situazione è ottimale, e decide di dare una mano a Phyllis nell'organizzazione del party, durante il quale proporrà a Pam di convolare a nozze.
La giornata si rivela un successo per tutti: Michael riesce ad approfondire la conoscenza con Holly, che di rimando mostra notevole interesse per il manager; Jim e Pam sono più uniti che mai, e la segretaria, notando il comportamento teso del compagno, sospetta felicemente l'imminente proposta di matrimonio. Il tutto viene però stravolto da due accadimenti: Michael, recatosi al supermercato su richiesta di Kevin, incontra Jan, e scopre così che l'ex compagna è incinta, anche se la stessa Jan ammetterà che Michael non è il padre, in quanto ha fatto affidamento a una banca del seme; al party, invece, Jim non riesce a proporsi a Pam, in quanto Andy, a sorpresa, fa la sua proposta di matrimonio ad Angela che, con qualche esitazione, accetta.
Alla fine della festa, Michael liquiderà con cortesia Holly, dimostrandosi ancora legato a Jan e volenteroso di aiutarla nella gravidanza; Pam, invece, resterà delusa dalla mancata proposta di matrimonio; Phyllis, salendo in ufficio, sorprenderà invece Angela e Dwight in un amplesso.